# Эритрейская кухня

Флаг Эритреи

Расположение Эритреи

Эритрейская кухня (тигринья ምግቢ ኤርትራ, араб. المطبخ الإريتري‎, англ. Eritrean cuisine) основана на местных кулинарных традициях Эритреи, но также является результатом социальных взаимодействий с другими регионами. Местная кухня имеет сходство с кухней соседней Эфиопии и других африканских стран региона.
Эритрейская кухня имеет сходство с кухнями соседних стран. Однако кухня имеет свои уникальные особенности.
Основное традиционное блюдо эритрейской кухни — цебхи (стью), которое подается с инджерой (лепёшки из тефа, пшеницы или сорго и хильбет — паста из бобовых, в основном чечевицы и фасоли). Типичное традиционное эритрейское блюдо состоит из инджеры с острым рагу, которое часто включает говядину, козлятину, баранину или рыбу.
В целом, эритрейская кухня сильно напоминает кухню соседней Эфиопии, хотя эритрейская кухня, как правило, включает больше морепродуктов.
Кроме того, благодаря своей колониальной истории, в кухне Эритреи больше итальянских влияний, чем в эфиопской кулинарии, в том числе больше фирменных макаронных изделий и более широкое использование порошка карри и тмина. Люди в Эритрее также склонны пить кофе. Христианские эритрейцы также пьют сова (горький ферментированный ячмень) и миес (ферментированный медовый напиток) в то время как мусульмане Эритреи воздерживаются от употребления алкоголя.

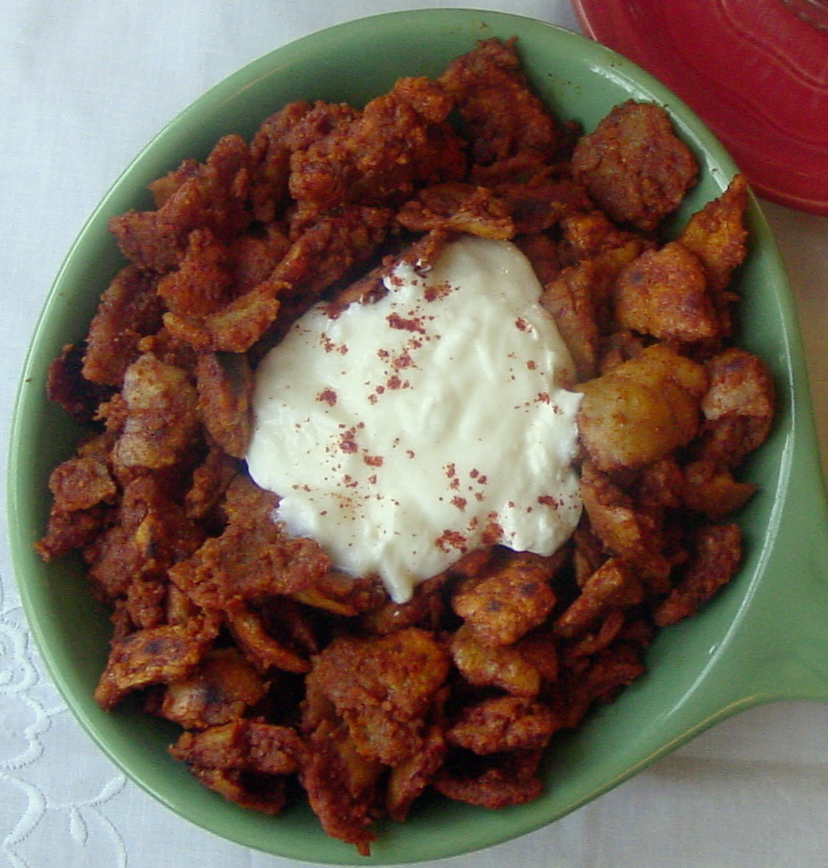
Китча фит-фит — один из основных продуктов эритрейской кухни. Он состоит из измельченного, смазанного маслом и приправленного пряностями хлеба, часто подается с ложкой свежего йогурта и приправлен бербером (специями).

Во время еды инджеры обедающие обычно разделяют еду с большого подноса, размещённого в центре низкого обеденного стола. На этом подносе наслоены многочисленные кусочки инжеры и покрыты различными пряными тушёными блюдами. Обедающие врываются в секцию инджера перед собой, отрывая куски и макая их в тушёное мясо.
Тушеные блюда, которые сопровождают инджеру, обычно готовят из говядины, курицы, баранины, козы, баранины или овощей. Большинство эритрейцев, за исключением сахо, любят острую пищу. Смесь бербере, состоящая из множества обычных и необычных трав и специй, сопровождает практически все блюда. Тушёные блюда включают зигни, приготовленные из говядины; дорхо цебхи, приготовленное из курицы; алича — овощное блюдо без бербера; и сиро — пюре из различных бобовых.
При приготовлении га'ата в тесте делается углубление с помощью ковша, которое затем заполняется смесью бербера и топленого масла и окружается молоком или йогуртом. Во время ужина небольшой кусочек га'ата опускают в бербер и масляный соус, а затем в молоко или йогурт.
Эритрейская кухня, находящаяся под влиянием итальянской колонизации, отличается уникальными интерпретациями классических итальянских блюд. Среди этих фирменных блюд — соусы для пасты, приправленные бербером.

## Завтрак
- Кича фырфыр (тигринья ኪትቻ ፊርፊር) — блюдо, приготовленное из кусочков сытного блина, смешанных с топленым маслом и специями. Блин обычно готовят из разных видов муки или сухой каши, смешанной с водой и другими приправами. Обычно подаётся на завтрак с йогуртом или простоквашей.
- Фырфыр (тигринья ፍትፍት фитфит; амх. ፍርፍር фырфыр), приготовленный из разорванных кусочков инжеры и, как правило, остатков тушёного мяса. Его также можно приготовить из лука, бербера, помидоров, перца халапеньо и масла вместо остатков тушёного мяса.

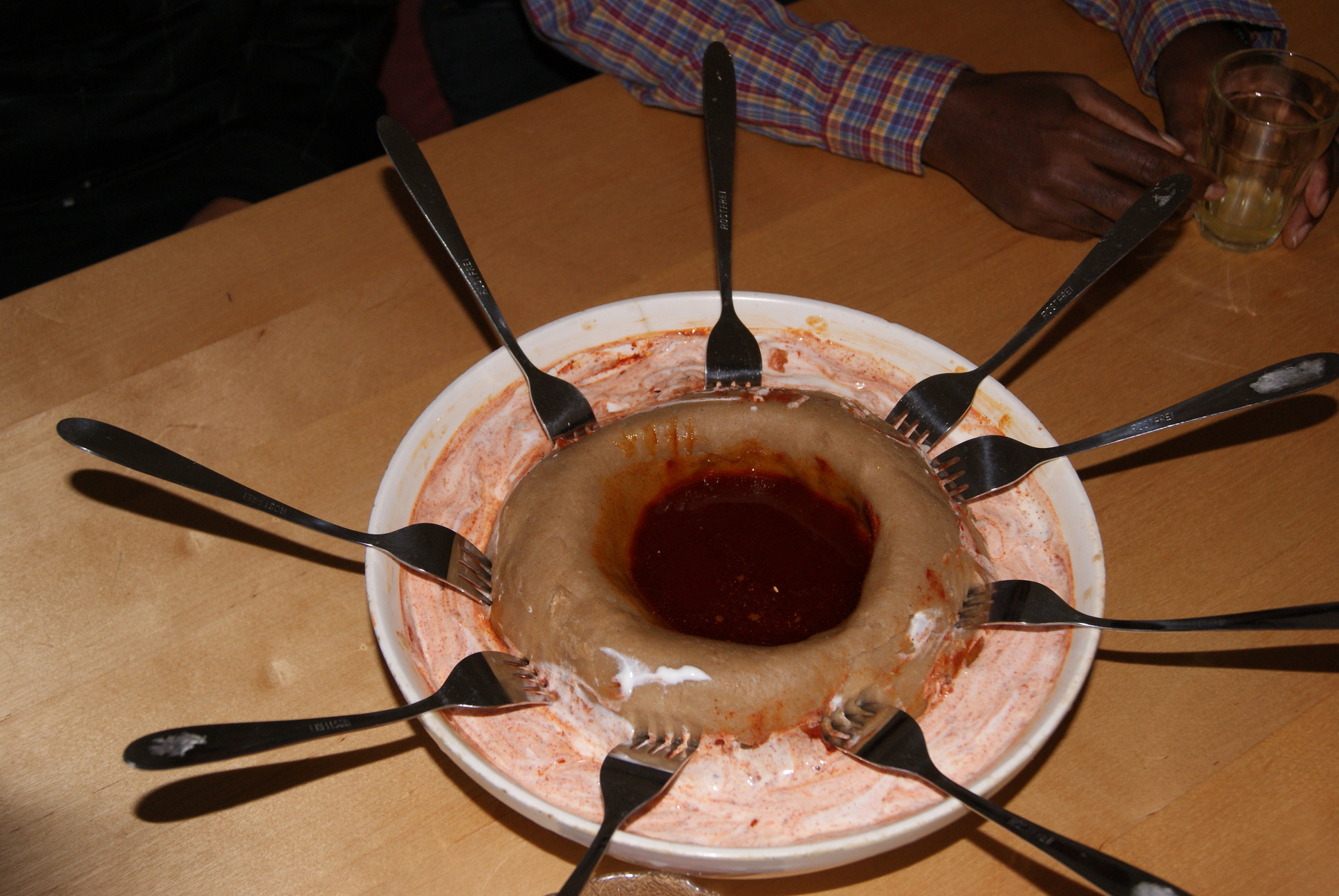
Гэнфо, га'ат или акелет — эритрейская каша.

- Гэнфо, га'ат или акелет (тигринья ጛኣት га'ат; амх. ገንፎ, gänəfo; оромо marqaa) — каша из муки и воды, подается в миске с углублением в центре, где смешиваются топлёное масло и бербер; йогурт обычно кладут по краям. Напоминает такие африканские блюда, как Угали, пап и Фуфу[7].
- Шахан фул (тигринья ሻሃን ምሉእ) — обжаренные и протёртые бобы фава, подаются с луком, помидорами, перцем халапеньо, тмином, йогуртом и оливковым маслом. Обычно его едят с кусочками хлеба, обмакнутыми в блюдо, чтобы вычерпать смесь из бобов.
- Панеттоне (итал. panettone [panetˈtoːne]) — типичный миланский десерт, связанный с кулинарными традициями празднования Рождества в Ломбардии и позже распространённый по всей Италии, а также по всей Аргентине, Уругваю, Бразилии. Из-за длительного итальянского колониального влияния на Эритрею, этот хлеб обычно подают к чаю или кофе во время кофейной церемонии.

## Обед
Большинство блюд, распространенных в Эритрее, представляют собой рагу на основе мяса или овощей, которые подаются на губчатой ферментированной хлебной ынджере.
- Цебхи / Вот (тигринья ጸብሒ [sʼɐbħi]; амх. ወጥ [wətʼ]) — острое рагу из баранины, кубиков говядины или говяжьего фарша и бербера[8]
- Дорхо (тигринья ዶርሆ) — острое рагу из бербера и целой курицы.
- Кулва / Тибси (амх. ኩልቫ, тигринья ቲብሲ) — тушёное мясо, лук и берберы, подаваемые с соусом.
- Алича (тигринья ኣሊቻ) — неберберное блюдо, приготовленное из картофеля, стручковой фасоли, моркови, зелёного перца и куркумы.
- Широ (тигринья ሽሮ) — рагу из молотого нута, лука и помидоров[9]
- Бирсен (тигринья ብርሰን) — чечевица, часто готовящаяся с луком, специями и помидорами.
- Хамли (тигринья ሃምሊ) — обжаренный шпинат, чеснок и лук[10].

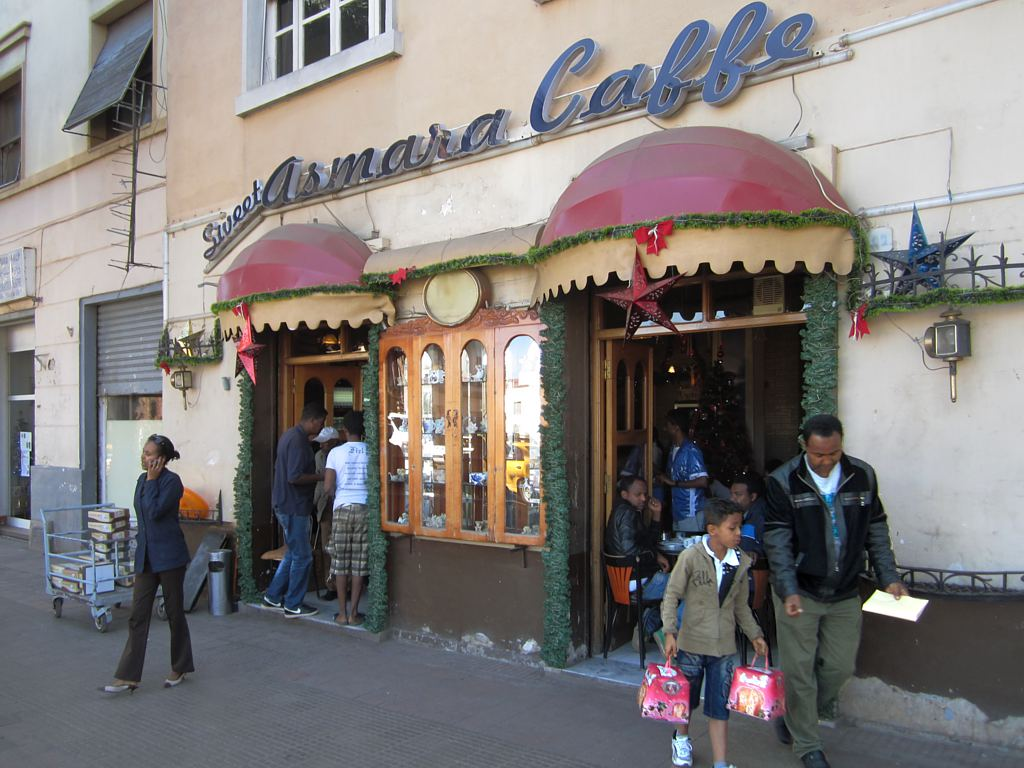
Типичное кафе в Асмэре, где продают панеттоне на Рождество.

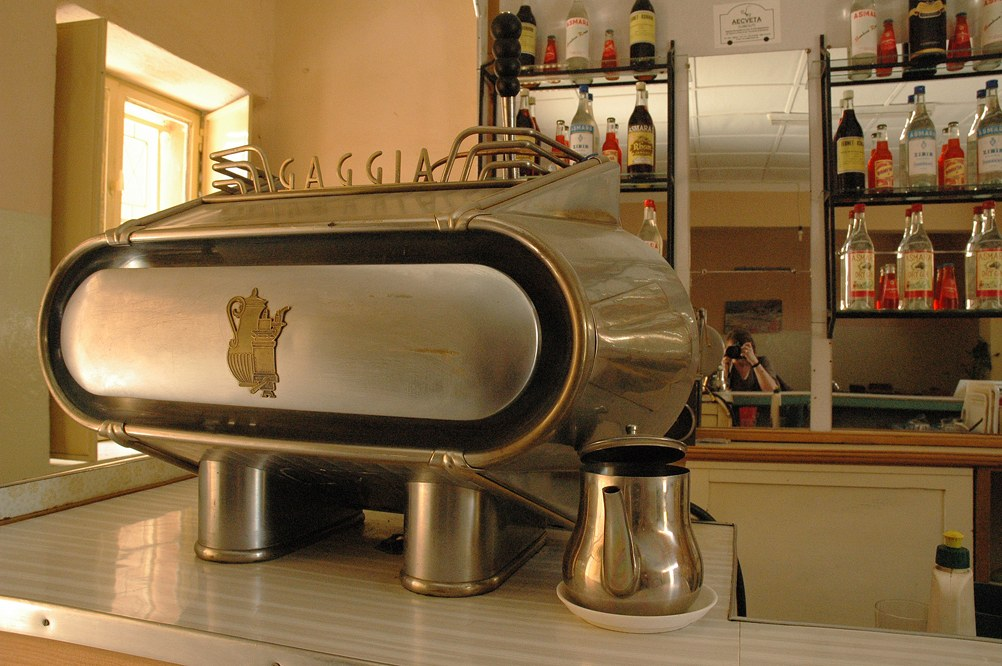
Винтажная эспрессо- машина Gaggia в баре в Эритрее

## Напитки
Сува (тигринья ሱቫ) — название домашнего пива, распространённого в Эритрее. Он сделан из жареной кукурузы, ячменя и других зёрен и приправлен гешо, одним из видов листьев крушины. Напиток часто готовят на торжествах. Также обычно подают миес (тигринья ሜስ més) — сладкое медовое вино (называемое в Эфиопии Тэж). Кофейная церемония — одна из самых важных и узнаваемых частей эритрейской культуры. Кофе предлагается в гостях у друзей, во время праздников или в качестве повседневного продукта.
Эритрея имеет многовековые традиции употребления кофе, кофе в итальянском стиле (как эспрессо и капучино), чрезвычайно распространён в Эритрее, его подают практически в каждом баре и кофейне столицы Асмэры.
Самая большая пивоварня в стране — Asmara Brewery, построенная в 1939 году под названием Melotti. Сегодня пивоварня производит широкий ассортимент напитков. Популярным напитком, который распространён во время праздников, является самбука в эритрейском стиле.